# 빙 맵스 포 엔터프라이즈
빙 맵스 포 엔터프라이즈(Bing Maps for Enterprise, 구 Microsoft Virtual Earth)는 마이크로소프트가 제공하는 세계의 지리 정보 서비스이다. 2005년 7월에 공개되었다.
항공사진과 지도 정보가 표시되며 드래그 앤드 드롭으로 지도를 스크롤할 수 있다. 검색한 지점의 아이콘을 클릭하면, 주소 등의 지도 정보가 표시된다. 또 지도를 조감도로 보는 등의 기능이 있다(다만 이렇게 보여주는 지역은 한정되어 있다). 버추얼 어스(Virtual Earth)라는 명칭은 라이브 로컬 서치(Live Local Search)가 등장하면서 한때 없어졌다가, 3차원 표시를 실시하는 버추얼 어스 3D(베타 버전)으로 다시 등장하였다. 그러나, 빙 서비스가 시작되면서 빙 맵스 3D로 변경되었고 동시에 정식판이 되었다.

## 같이 보기
- 빙 맵스
- 구글 지도